# الحديدة (المخادر)

تعديل مصدري - تعديل

الحديدة هي إحدى قرى عزلة السحول بمديرية المخادر التابعة لمحافظة إب، بلغ تعداد سكانها 851 نسمة حسب تعداد اليمن لعام 2004.